# Antônio Epaminondas de Barros Correia
Antônio Epaminondas de Barros Correia, primeiro e único Barão de Contendas, (Altinho, 1839 — Amaraji, 20 de abril de 1905) foi um político brasileiro. Foi presidente de Pernambuco entre 1891 e 1892. Recebeu o título de barão pouco antes do fim do Império, em 20 de julho de 1889. Há quem pense que esse título foi lhe dado em homenagem ao povoado de Contendas, sito no Município de Caruaru, mas foi uma homenagem prestada ao Engenho de Contendas de propriedade do mesmo, situado no município de Amaragi.
Antônio Epaminondas de Barros Correia nasceu no distrito de Altinho, na época pertencente a Caruaru, no dia três de junho de 1839. Era filho do capitão Francisco Joaquim de Barros Correia que também era professor, homenageado ao receber seu nome na atual Escola de Referencia do Estado na cidade de Altinho, mais conhecida como EREM Barros Correia.
Bacharelou-se em direito pela Faculdade de Recife em novembro de 1864. Depois de formado, ocupou os cargos de promotor público de Caruaru e juiz municipal de Brejo da Madre de Deus. Deixou o cargo de juiz, para dedicar-se a advocacia na comarca de Caruaru.
Entrou na política e ingressou no partido liberal. Foi eleito, em diversas legislaturas, deputado provincial. Foi vice-presidente da antiga província de Pernambuco e assumiu o cargo de presidente por três vezes. Ao final de sua terceira administração, o governo do império o fez comendador da Ordem da Rosa. Mais tarde, foi agraciado com o título de barão de Contendas em 26 de junho de 1889, meses antes da proclamação da República em 15 de novembro.
Assumiu o governo do estado de Pernambuco, em um momento da história pernambucana caracterizado por Robert Levine como “uma sucessão de administrações repressivas, de vida curta, impostas do Rio de Janeiro literalmente para restabelecer a ordem e pôr cobro ao caos político”. Depois da renúncia do governador José Antônio Correia da Silva, decorrente da crise política na esfera federal provocada pela dissolução do Congresso Nacional em 3 de novembro de 1891, e pela renúncia do presidente marechal Deodoro da Fonseca seguida da posse de Floriano Peixoto em 23 do mesmo mês, assumiu o governo do estado, no dia 27 de novembro, José Maria de Albuquerque Melo, presidente da Assembleia Legislativa.
Antônio Epaminondas de Barros Correia, que era vice-governador do estado, substituiu-o em 30 de novembro. Contudo, por não ser um aliado do presidente Floriano Peixoto, líderes políticos pernambucanos articularam sua saída do governo, fato que se concretizou em 7 de abril de 1892, quando foi deposto e substituído por uma junta de governo formada por Ambrósio Machado da Cunha Cavalcanti, José Vicente Meira de Vasconcelos e Joaquim Mendes Ouriques Jaques. Eleito então vice-governador, Ambrósio Machado da Cunha Cavalcanti exerceu o governo até 20 de abril, quando Alexandre José Barbosa Lima, governador eleito, tomou posse.
Também ocupou a presidência da Sociedade Protetora da Agricultura e, posteriormente, fez parte de seu conselho. Em 1890, quando a vila São José da Boa Esperança emancipou-se de Escada e passou a se chamar Amaragi, ele fez parte da intendência do novo município.
Antônio Epaminondas de Barros Correia casou-se, em 1872, com dona Maria José Alves de Araújo, filha de Antônio Alves da Silva e Antônia Alves de Araújo, os barões de Amaraji. D. Maria José, a futura Baronesa de Contendas, faleceu em 1940, aos 85 anos e era também sobrinha-neta do Barão de Buíque e prima de segundo grau do Barão de Caxangá.
O casal teve 11 filhos:
Antônio Epaminondas de Barros Correia Jr, casado com Ana Pontual, que foi advogado e deputado estadual no Espírito Santo , com sucessão; Maria Gentil de Barros Dias, casada com Pedro dos Santos Dias, com sucessão ( entre seus filhos o pintor Cícero Dias);  Eutíquio de Barros Correia, agricultor, casado com Julia de Barros Correia, com sucessão; Cícero de Barros Correia, médico, falecido solteiro,residente em Manaus; Generosa de Barros Correia, casada com José Hermínio Pontual, com sucessão; Joaquim de Barros Correia, formado em direito, foi  promotor de Monteiro na Paraíba, casado com sucessão;  ; Melânio de Barros Correia, casado com Irene  Pereira de Araújo, com sucessão; Solon de Barros Correia, casado com Feliciana Pontual Correia, com sucessão; Angelina de Barros Correia, casada com Pedro Nolasco de Gusmão, com sucessão; Naide de Barros Correia, falecida solteira; Erasmo de Barros Correia, advogado, casado com Maria Philomena da Silveira, com sucessão.
O barão adoeceu no dia 16 de abril de 1905 e veio a falecer no dia 20 do mesmo mês, em sua residência no engenho Contendas, localizado à margem da estrada de ferro de São Francisco no município de Amaraji.